# Gyokusai

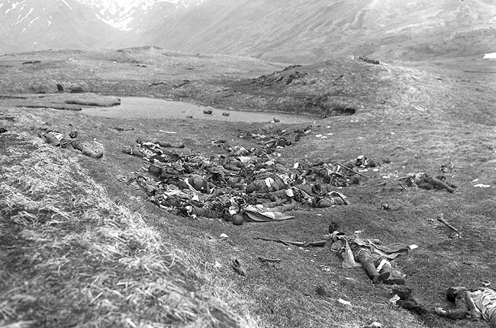
Gefallene japanische Soldaten auf Attu nach ihrem Angriff am 29. Mai 1943.

Gyokusai (jap. 玉砕; zusammengesetzt aus den Schriftzeichen für Juwel und zerbrochen) war ein Begriff für eine Form des Massenselbstmordes, der in nationalistischen Kreisen im japanischen Kaiserreich während des Zweiten Weltkrieges populär war.

## Herkunft
Der Begriff ist aus einer chinesischen Erzählung in der Chronik der Dynastie des Nördlichen Qi entlehnt, die zu den 24 Dynastiegeschichten gehört und in der ein moralisch überlegener Mensch lieber seine wertvollste Jade zerschlägt, bevor er seine Prinzipien verrät, um die einfachen Ziegel auf seinem Hausdach zu retten.
Saigō Takamori (1828–1877) griff das Bild in einem seiner Gedichte auf, jedoch blieb der Begriff in Japan zunächst weitgehend unbekannt und hielt keinen Einzug in die Alltagssprache.

## Verwendung

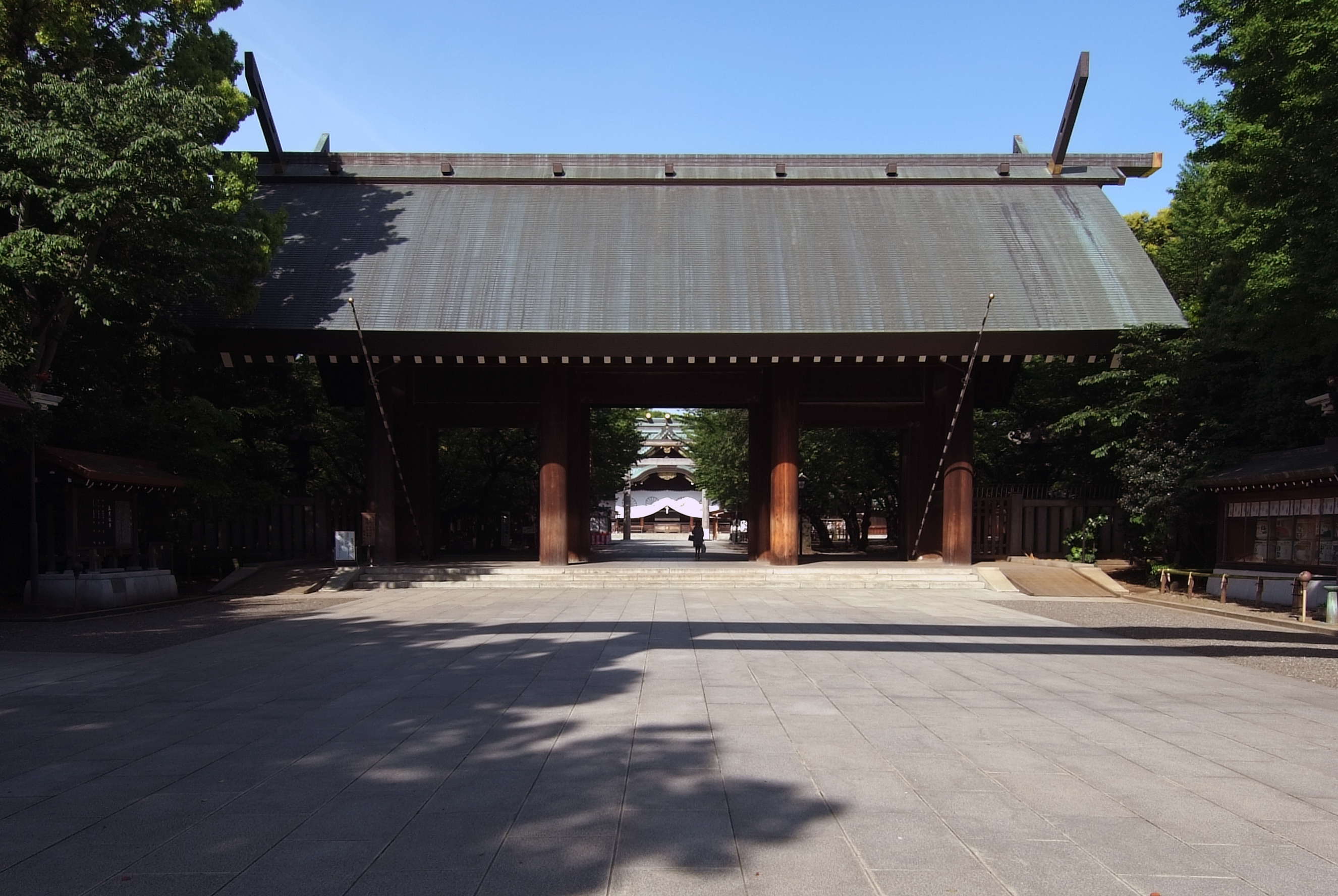
Das Eingangstor zum Yasukuni-Schrein, im Hintergrund der Tempel

Der Begriff Gyokusai tauchte wieder im Pazifikkrieg in der Schlacht um die Aleuten auf: Ein Großteil der noch einsatzfähigen 1200 japanischen Soldaten auf Attu rannte im Mai 1943 unter Kommandeur Yasuyo Yamasaki in einem Massenangriff (siehe Menschliche Welle) gegen die Stellungen von 11.000 US-Soldaten an, bis alle Angreifer tot oder kampfunfähig waren.
Die Ereignisse wurden in den folgenden offiziellen japanischen Verlautbarungen positiv verklärt und als Gyokusai oder Attu Gyokusai bezeichnet. Diese Beschreibung wurde schnell populär, und während nach amerikanischer Sicht die Verteidiger von Attu nur eine vernichtende Niederlage erlitten hatten, wurde bei vielen japanischen Soldaten der Tod ihrer Kameraden auf Attu als moralischer Sieg gesehen, der die so gefallenen Soldaten auf eine reinere, spirituelle Ebene erhob. Die Soldaten hatten demnach ihr natürliches Leben aufgegeben, um im Kokutai, einer Art Volksseele, weiterzuleben.
Ob der japanische Kommandeur auf Attu diese Wirkung tatsächlich erzielen wollte, ist unklar. Er hatte eine taktisch günstige Stellung in hoch gelegenem Gelände besetzt und griff die Amerikaner im Tal erst an, als seine Vorräte zur Neige gingen. Sein letzter Funkspruch an das Hauptquartier kurz vor dem Angriff – „Ich plane die erfolgreiche Auslöschung des Feindes“ – könnte ebenso auf die Hoffnung hingedeutet haben, den Gegner tatsächlich zu besiegen oder neue Vorräte zu erbeuten.
Das japanische Militärhandbuch (戦陣訓, Senjinkun) von 1941 verbot allen Soldaten, sich zu ergeben. Der Begriff Gyokusai avancierte dann auch im militärischen Sprachgebrauch zum Synonym für einen ehrenhaften Tod, und unmerklich bekam er auch die Bedeutung den Tod in der Schlacht zu suchen. Selbst ohne Waffen oder Aussicht, dem Gegner irgendeine Art von Schaden zuzufügen, wurde von Offizieren und Mannschaften die Teilnahme an Gyokusai-Angriffen erwartet. Die Soldaten waren in der Regel davon überzeugt, dass ihnen ein solcher Tod einen Platz im Yasukuni-Schrein garantieren würde, wo sie dann als Kami auf ewig weiterleben und verehrt würden.
Gyokusai wurde dann auch in offiziellen Verlautbarungen als Bezeichnung für ähnlich verlustreiche Angriffe japanischer Truppen während der erfolglosen Verteidigungsversuche von Kwajalein, Rota, Tarawa, Makin, Saipan, Tinian und Guam verwendet.
Gerald Groemer beschreibt, dass in der westlichen Wahrnehmung der spirituelle Gedanke hinter derartigen Aktionen in der Regel nicht wahrgenommen oder verstanden wurde, sondern die Angriffe nur halfen, das Bild des irrationalen, unmenschlichen Gegners zu zementieren.

### Weiterentwicklung
Im Fall der Schlacht um Saipan wird das Kriegstagebuch des Kaiserlichen Hauptquartiers im Juni 1944 in der englischsprachigen Literatur mit dem Eintrag zitiert:

„The Saipan defense force should carry out gyokusai. It is not possible to conduct the hoped-for direction of the battle. The only thing left is to wait for the enemy to abandon their will to fight because of the gyokusai of the one hundered million;“

„Die Verteidigungstruppen auf Saipan sollten Gyokusai verüben. Es ist nicht möglich, der Schlacht die erhoffte Richtung zu geben. Das einzige, was bleibt, ist darauf zu warten, dass der Gegner seinen Kampfeswillen im Angesicht des Gyokusai der Einhundertmillionen verliert.“

Während 1944 zunächst noch ichioku Tokkō (Spezial-Angriffseinheit von Hundert Millionen) ein in der Presse verwendeter Begriff war, der die Einheit des japanischen Volkes im Kampf gegen die Alliierten beschreiben sollte, indem er sie mit der Spezial-Angriffseinheit der Marineluftstreitkräften Shimpū Tokkōtai in Verbindung setzte, wurde, als eine Invasion der japanischen Heimatinseln immer wahrscheinlicher erschien, Gyokusai von der Militärregierung zum Schlagwort ichioku gyokusai (一億玉砕, „Hundertmillionen zerschlagene Juwelen“) ergänzt, ein Begriff der Synonym zur Fortsetzung des eigentlich verlorenen Krieges wurde.
Der dahinter stehende Gedanke wurde von Professor Nanbara Shigeru so zusammengefasst, dass nach Ansicht der Vertreter dieser Doktrin nur ein Kampf bis zum Tod den nachfolgenden Generationen ein (symbolisches) Erbe sein konnte, auf dem sie wieder aufbauen konnten.

## Andere Bezeichnungen
Da die japanischen Infanteriesoldaten bei Sturmangriffen traditionell seit dem Mittelalter oft Hochrufe wie „Lang lebe der Kaiser“ oder „Lange lebe Japan“ ausriefen (Tennō heika banzai! oder Nippon banzai!), wurden reguläre Sturm- und Gyokusai-Angriffe von den Amerikanern meist schlicht als Banzai-Angriff (banzai charge) bezeichnet. Der Gyokusai-Angriff auf Saipan am 7. Juli 1944 ist in seinem Ablauf von Professor Benjamin Hazard anders beschrieben worden. Er gibt an, die japanischen Soldaten seien singend in die Ausgangsstellungen für ihren letzten Angriff marschiert.
Die Shimpū Tokkōtai oder Kamikaze-Taktik der japanischen Marineluftstreitkräfte, die ab 1944 generalstabsmäßig verfolgt wurde, wird gelegentlich als systematische Fortführung der Gyokusai-Angriffe beschrieben.